# Haiti na Mistrzostwach Świata w Lekkoatletyce 2023
Haiti na Mistrzostwach Świata w Lekkoatletyce 2023 – reprezentacja Haiti podczas mistrzostw świata w Budapeszcie liczyła jednego zawodnika.

## Skład reprezentacji

### Mężczyźni
| Zawodnik       | Konkurencja                | Eliminacje   | Eliminacje | Półfinał | Półfinał | Finał | Finał   | Źródło      |
| Zawodnik       | Konkurencja                | Wynik        | Pozycja    | Wynik    | Pozycja  | Wynik | Pozycja | Źródło      |
| -------------- | -------------------------- | ------------ | ---------- | -------- | -------- | ----- | ------- | ----------- |
| Yves Cherubini | bieg na 400 m przez płotki | 13,56 (,559) | 24. q      | 13,66    | 21.      | NQ    | NQ      | [ 1 ] [ 2 ] |